# Izba Poselska (Księstwo Warszawskie)
Izba Poselska – niższa izba Sejmu Księstwa Warszawskiego powstała 22 lipca 1807, na mocy konstytucji nadanej Księstwu Warszawskiemu przez Napoleona.

## Opis
Organizacja Sejmu w Księstwie Warszawskim była w dużej mierze odwzorowaniem form Polski z okresu przedrozbiorowego. Zachowało się w niej więc wiele elementów staropolskich. Sejm składał się z dwóch izb, senatu i izby poselskiej.
Głównym zadaniem izby poselskiej było głosowanie nad projektem, wstępnie opracowanym przez jedną z trzech komisji sejmowych (prawa cywilnego, karnego i komisji skarbowej). Kompetencje sejmu ograniczały się więc tylko do tych trzech kategorii. O inicjatywie ustawodawczej dotyczącej ustroju i administracji państwa decydował wyłącznie monarcha. Sejm, a więc izba poselska i senat pozostawali całkowicie odsunięci od wpływu na rząd. Izba poselska inicjowała prace ustawodawcze od wyboru wyżej wymienionych komisji liczących po 5 członków. Komisja po rozpatrzeniu przekazanych im przez króla projektów ustaw mogła zgłosić do nich uwagi. O ostatecznej treści projektu decydowała Rada Stanu, która następnie wnosiła go na tzw. plenarne posiedzenie izby poselskiej, na których uchwała zapadała większością głosów (głosowanie tajne). Po uchwaleniu projektu przez izbę poselską odsyłano go do senatu, który głosował nad zatwierdzeniem uchwały izby. Gdy senat odmówił sankcji projektowi, król mógł przychylić się do zdania senatu lub ogłosić uchwałę izby poselskiej, pomimo braku sankcji senatu, ale mógł także odesłać projekt uchwały do izby poselskiej (gdyby nastąpiło naruszenie procedur formalnych). Król miał prawo rozwiązania izby i zarządzenie nowych wyborów, gdyby ta po odesłaniu projektu przez króla ponownie przekroczyła procedury formalne. O odrzuceniu projektu uchwały izba mogła decydować samodzielnie, natomiast o uchylenie uchwały izby decydował senat z królem. Posiedzenia izby poselskiej, ale nie komisji, były jawne.

## Skład
W skład izby poselskiej wchodziły trzy kategorie reprezentantów – posłowie szlacheccy, deputowani od zgromadzeń gminnych i członkowie Rady Stanu. Łączna liczba posłów szlacheckich wynosiła 60 (w 1810 r. została powiększona do 100), deputowanych 40 (w 1810 r. liczba, również powiększona do 66), a liczba członków Rady Stanu nie mogła przekroczyć 13. Posłowie byli wybierani na sejmikach (co odróżniało Konstytucję Księstwa Warszawskiego od innych konstytucji napoleońskich w których obowiązywała tzw. nominacja posłów). Udział w sejmikach miała zagwarantowane szlachta osiadła, do zgromadzeń gminnych zostali natomiast wprowadzeni właściciele gruntów i zakładów pracy, fabrykanci, rzemieślnicy, kupcy, proboszcze, wikariusze, artyści, ludzie nauki, zasłużeni działacze, żołnierze, a także niektórzy chłopi. Każde zgromadzenie gminne wybierało jednego deputowanego i obejmowało okręgi po 2 do 3 powiatów. Bierne prawo wyborcze ograniczone zostało przez cenzus wieku (24 lata) i wykształcenia (umiejętność czytania       i pisania po polsku). Kandydować nie mogli urzędnicy, wojskowi w służbie czynnej, a także plebani i wikariusze. Członkowie izby poselskiej wybierani byli na 9 lat, ale co 3 lata 1/3 musiała ustąpić z urzędu. Na czele izby poselskiej stał marszałek, mianowany przez króla.